# Гимнастика
Гимнастиката е спорт, който комбинира физическа сила, баланс, гъвкавост, издръжливост и координация.
Движенията, участващи в гимнастиката, допринасят за развитието на ръцете, краката, раменете, гърба, гръдния кош и коремните мускулни групи. Гимнастиката развива умствени възможности като бдителност, прецизност, смелост, самочувствие и самодисциплина. Общото наименование гимнастика се отнася повече към аматьорски занимания за трениране на тялото. Гимнастиката заема челно място във физическото възпитание при подрастващите, защото развива детето като всестранна и хармонична личност. Също така подсилва здравето, изгражда поведение и морал и развива мисленето.
Професионалната гимнастика е под ръководството на Международната федерация по гимнастика (ФИГ) и включва следните спортове: спортна и художествена гимнастика, спортна акробатика, спортна аеробика, батут и състезателна пътека.

## История
Гимнастиката еволюира от упражнения за качване и слизане от кон, практикувани от древните гърци. Гимнастиката е част от военното обучение и в древна Атина и Спарта. Думата гимнастика идва от гръцката дума γυμνός означаващ гол, невъоръжен, защото древните атлети са тренирали и състезавали без дрехи.

## Спортна гимнастика
Спортната гимнастика е олимпийски спорт. Уредите, които използват мъжете и жените, имат разлики, както има и уреди, които са само за мъже или жени.
Спортната гимнастика за жени включва 4 дисциплини: прескок, успоредка, греда, упражнение на земя.
Спортната гимнастика за мъже включва 6 дисциплини: упражнение на земя, кон с гривни, халки, прескок, успоредка, висилка.

## Художествена гимнастика
Художествената гимнастика е олимпийски спорт и според ФИГ е само за жени. Състезанията са индивидуални или за ансамбъл от 5 състезателки. При него се изпълняват съчетания, комбинация от гимнастика, балет и танци, с хореография под музикален съпровод. Индивидуалното състезание е с помощта на 5 вида уреди: бухалки, въже, топка, лента, обръч. При ансамбловото съчетание се използва 1 уред или комбинация от 2 уреда.

## Спортна акробатика
Спортната акробатика (или Акробатична гимнастика) съчетава гимнастика и акробатика, изпълнява се под хореография и музика. Разделя се на няколко вида: двойки – мъжка, женска и смесена, женска тройка и мъжка четворка. Играят се няколко съчетания, оценявани от съдии и се съставя класиране в многобой и по отделните съчетания.

## Спортна аеробика
Спортната аеробика (или аеробна гимнастика) включва изпълнението на съчетания индивидуално, по двойки, трио или групи до 6 души, като се набляга на силата, гъвкавостта и аеробиката, а не на акробатиката или баланса. Изпълненията обикновено траят 60-90 секунди в зависимост от възрастта на участниците и категорията. Световно първенство се провежда от 1995 г. насам. Формите, под които се практикува спортната аеробика, са следните:
- индивидуално жени
- индивидуално мъже
- смесени двойки
- трио
- групи
- танц
- степ

## Рискове
Гимнастиката е сред най-опасните спортове, с много висока степен на нараняване, наблюдавана при момичета на възраст от 11 до 18 години. В сравнение с други спортове тя има по-висок от средния риск от сериозни наранявания и увреждания, причинени от ранна спортна специализация сред деца и юноши. Гимнастиците са изложени на риск от наранявания на краката и китките.